# Phyciodes pallida
Phyciodes pallida är en fjärilsart som beskrevs av Edwards 1864. Phyciodes pallida ingår i släktet Phyciodes och familjen praktfjärilar. Inga underarter finns listade i Catalogue of Life.